# HAL Krishak
Die HAL Krishak ist ein Beobachtungsflugzeug des indischen Herstellers Hindustan Aeronautics.

## Geschichte und Konstruktion
Die Krishak ist ein abgestrebter Hochdecker mit konventionellem Leitwerk und festem Spornradfahrwerk und wurde ursprünglich als vergrößerte viersitzige Version der HAL Pushpak entwickelt. Zwei Prototypen wurden gebaut, wobei der erste im November 1959 und der zweite im November 1960 flog. Da zunächst kein Käuferinteresse bestand, wurde die Entwicklung beendet. Erst als die Indische Armee eine Anforderung nach einem militärischen Beobachtungsflugzeug, um die Auster AOP zu ersetzen, ausschrieb, wurde an dem Projekt weitergearbeitet und entsprechend der Anforderungen abgeändert. Ab 1965 erfolgte die Produktion der Krishak Mk. II genannten Maschinen, welche bis in die Mitte der 1970er Jahre eingesetzt und dann durch die HAL Cheetah ersetzt wurden.

## Militärische Nutzung
Indien
- Indische Armee

## Technische Daten
| Kenngröße             | Daten (Krishak Mk.2)                           |
| --------------------- | ---------------------------------------------- |
| Besatzung             | 1                                              |
| Passagiere            | 2                                              |
| Länge                 | 8,41 m                                         |
| Spannweite            | 11,43 m                                        |
| Höhe                  | 2,36 m                                         |
| Flügelfläche          | 18,58 m²                                       |
| Flügelstreckung       | 7,0                                            |
| Leermasse             |                                                |
| max. Startmasse       | 1270 kg                                        |
| Reisegeschwindigkeit  |                                                |
| Höchstgeschwindigkeit | 209 km/h                                       |
| Dienstgipfelhöhe      |                                                |
| Reichweite            | 473 km                                         |
| Triebwerke            | 1 × Kolbenmotor Continental O-470-J mit 168 kW |